# Fornelos de Montes
Fornelos de Montes é um município da Espanha na província de Pontevedra, comunidade autónoma da Galiza, de área  km² com população de 2092 habitantes (2004) e densidade populacional de 25,08 hab/km².

## Geografia
O conselho está localizado na parte centro-leste na província de Pontevedra. É formado por sete paróquias com 24 núcleos de população. Faz divisa ao norte com A Lama, Ponte Caldelas, a oeste com Souto Maior, Pazos de Borbén, ao sul com Mondariz, Covelo e a leste com Avión.
A zona montanhosa da faixa leste é a serra do Suído, onde se localizam os cumes Couto Minuto (1.059 metros) e Outero Vello (1.007 metros). Para a área oeste, as altitudes vão diminuindo, dando lugar a vales fluviais.

### Hidrografia
O rio mais importante é o rio Oitáven, que abastece a cidade de Vigo. O rio Parada, nasce na serra do Suído, é um afluente de margem esquerda do rio Oitáven. O rio Barragán, também afluente do rio Oitáven pela margem esquerda, tem como sua foz, antes da barragem de Encoro, um estreito vale com um bosque de ribeira bem conservado.

### Clima
É caracterizado por fortes chuvas, sendo um dos concelhos com maiores precipitações médias da Galiza (2.862 mm anuais). Isso causa frequentes correntes de água, formando quedas d'agua de curso instável.
As temperaturas costumam ser suaves nos meses de maior calor (17°C em julho) e frias no inverno (5°C em fevereiro).

### Demografia
| Censo total 2014   | 1.784 habitantes |
| ------------------ | ---------------- |
| Menores de 15 anos | 154 (8.63 %)     |
| Entre 15 e 64 anos | 1.067 (59.81 %)  |
| Maiores de 65 anos | 563 (31.56 %)    |